# Héricy
Héricy (pronuncia francese /e.ʁi.si/) è un comune francese di 2 649 abitanti situato nel dipartimento di Senna e Marna nella regione dell'Île-de-France.

## Società

### Evoluzione demografica
Abitanti censiti